# Gabriele Abate
Gabriele Abate, né le 19 août 1974 à Turin, est un coureur de fond italien. Il est vice-champion du monde de course en montagne 2005 et vice-champion d'Europe de course en montagne 2011.

## Biographie
Junior, Gabriele s'illustre en course en montagne en terminant cinquième du Trophée mondial de course en montagne 1998 et en devenant champion junior d'Italie de course en montagne la même année.
Le 25 septembre 2005, il effectue une excellente course aux côtés de ses équipiers Davide Chicco et Marco Gaiardo lors du Trophée mondial de course en montagne à Wellington et parvient à remporter la médaille d'argent derrière le multiple champion Jonathan Wyatt. Il y remporte également la médaille d'or par équipes.
En mars 2008, alors qu'il aide un ami lors de travaux, il se fracture le métatarse. Il se rétablit rapidement et reprend la compétition en mai. Il prend part aux championnats d'Europe de course en montagne en juillet à Zell am Harmersbach où il termine septième. Cependant, sa blessure le fait souffrir et en décembre 2009, il songe à cesser la compétition. Ses amis Paolo Gallo et Pignone Filippo le convainquent de continuer et il reprend l'entraînement. Il connaît une bonne fin de saison 2010 avec une deuxième place au Mémorial Partigiani Stellina, le titre de champion d'Italie de course en montagne longue distance et les victoires aux semi-marathons d'automne et de Veillane, ainsi qu'une troisième place au marathon du Tessin.
Le 11 juillet 2011, il termine 45 secondes derrière le quintuple champion d'Europe Ahmet Arslan aux championnats d'Europe de course en montagne à Bursa et remporte l'or par équipes avec Bernard Dematteis et Alex Baldaccini.
Il remporte deux autres titres de champion d'Italie de course en montagne longue distance en 2011 et 2012.
En 2012, il termine deuxième de la montée du Grand Ballon et se classe troisième du Grand Prix WMRA grâce à une saison consistante. Il se classe à nouveau troisième l'année suivante sans avoir remporté de podium mais en ayant participé à toutes les courses.
Il se met au trail à partir de 2017. Il remporte sa première victoire au Trail Rouge de 45 km le 6 août 2017. Il termine deuxième du Morenic Trail 2017 de 119 km qu'il remporte en 2018.

## Palmarès

### Course en montagne
| no  | masculin           | Course                                                      | Longueur | Départ            | Temps           |
| --- | ------------------ | ----------------------------------------------------------- | -------- | ----------------- | --------------- |
| 10e | 10e                | Championnats d'Europe de course en montagne                 | 12,95 km | 10 juillet 2005   | 1 h 14 min 22 s |
| 2e  | Médaille d'argent  | Trophée mondial de course en montagne                       | 13,5 km  | 25 septembre 2005 | 55 min 35 s     |
| 6e  | 6e                 | Championnats d'Europe de course en montagne                 | 11,16 km | 9 juillet 2006    | 58 min 48 s     |
| 10e | 10e                | Championnats d'Europe de course en montagne                 | 12,8 km  | 8 juillet 2007    | 1 h 11 min 19 s |
| 3e  | Médaille de bronze | Course de Schlickeralm                                      | 11,2 km  | 5 août 2007       | 1 h 1 min 29 s  |
| 7e  | 7e                 | Championnats d'Europe de course en montagne                 | 12,8 km  | 12 juillet 2008   | 51 min 33 s     |
| 5e  | 5e                 | Championnats d'Europe de course en montagne                 | 12,2 km  | 4 juillet 2010    | 47 min 42 s     |
| 2e  | Médaille d'argent  | Mémorial Partigiani Stellina                                | 11 km    | 22 août 2010      | 1 h 5 min 11 s  |
| 1re | Médaille d'or      | Championnats d'Italie de course en montagne longue distance | 21 km    | 19 septembre 2010 | 1 h 28 min 44 s |
| 2e  | Médaille d'argent  | Championnats d'Europe de course en montagne                 | 12 km    | 11 juillet 2011   | 58 min 40 s     |
| 1re | Médaille d'or      | Championnats d'Italie de course en montagne longue distance | 22 km    | 25 septembre 2011 | 1 h 33 min 15 s |
| 3e  | Médaille de bronze | Course de Šmarna Gora                                       | 10 km    | 1er octobre 2011  | 42 min 44 s     |
| 2e  | Médaille d'argent  | Montée du Grand Ballon                                      | 13,2 km  | 17 mai 2012       | 59 min 30 s     |
| 4e  | 4e                 | Championnats d'Europe de course en montagne                 | 12,2 km  | 8 juillet 2012    | 50 min 33 s     |
| 5e  | 5e                 | Championnats du monde de course en montagne                 | 14,1 km  | 2 septembre 2012  | 1 h 4 min 53 s  |
| 1re | Médaille d'or      | Drei Zinnen Alpine Run                                      | 17,5 km  | 9 septembre 2012  | 1 h 26 min 16 s |
| 1re | Médaille d'or      | Championnats d'Italie de course en montagne longue distance | 21 km    | 30 septembre 2012 | 1 h 20 min 34 s |
| 2e  | Médaille d'argent  | Trophée Nasego                                              | 17 km    | 19 mai 2013       | 1 h 15 min 30 s |
| 3e  | Médaille de bronze | Semi-marathon Tre Campanili                                 | 22 km    | 7 juillet 2013    | 1 h 23 min 41 s |
| 3e  | Médaille de bronze | Scalata dello Zucco                                         | 13 km    | 14 juillet 2013   | 1 h 5 min 20 s  |
| 6e  | 6e                 | Sierre-Zinal                                                | 31 km    | 11 août 2013      | 2 h 38 min 9 s  |

### Route
| Année | Compétition               | Lieu        | Place | Épreuve       | Temps           |
| ----- | ------------------------- | ----------- | ----- | ------------- | --------------- |
| 2005  | Semi-marathon de Livourne | Livourne    | 3e    | Semi-marathon | 1 h 7 min 13 s  |
| 2008  | Marathon de Milan         | Milan       | 13e   | Marathon      | 2 h 20 min 34 s |
| 2010  | Semi-marathon d'automne   | Novi Ligure | 1er   | Semi-marathon | 1 h 8 min 46 s  |
| 2010  | Semi-marathon de Veillane | Veillane    | 1er   | Semi-marathon | 1 h 9 min 9 s   |
| 2010  | Marathon du Tessin        | Tenero      | 3e    | Marathon      | 2 h 25 min 28 s |
| 2011  | Marathon de Lausanne      | Lausanne    | 4e    | Marathon      | 2 h 30 min 49 s |
| 2011  | Marathon de Pise          | Pise        | 3e    | Marathon      | 2 h 22 min 19 s |
| 2012  | Marathon de Lucques       | Lucques     | 5e    | Marathon      | 2 h 28 min 12 s |
| 2015  | Marathon de Trino         | Trino       | 1er   | Marathon      | 2 h 33 min 42 s |
| 2015  | Marathon de Pise          | Pise        | 13e   | Marathon      | 2 h 38 min 26 s |
| 2018  | Marathon de Sanremo       | Sanremo     | 2e    | Marathon      | 2 h 38 min 41 s |

## Records
| Épreuve       | Performance     | Date               | Lieu             |
| ------------- | --------------- | ------------------ | ---------------- |
| 3 000 mètres  | 8 min 13 s 50   | Pescara            | 22 juillet 2000  |
| 10 kilomètres | 30 min 11 s     | Trente             | 8 octobre 2005   |
| Semi-marathon | 1 h 6 min 19 s  | Padenghe sul Garda | 27 novembre 2011 |
| Marathon      | 2 h 20 min 34 s | Milan              | 23 novembre 2008 |